# توا فورستروم
توا فورستروم (Tua Birgitta Forsström؛ بورفو، 2 أبريل 1947)، شاعرة وكاتبة فنلندية سويدية، حائزة على جائزة المجلس الشمالي للأدب في عام 1998 لمجموعتها الشعرية «بعد قضاء ليلة بين الخيول» (Efter att ha tillbringat en natt bland hästar).
اشتهرت عمل فورستروم لتناوله المناظر الطبيعية الفنلندية والسفر والصراعات داخل العلاقات. غالباً ما استخدمت اقتباسات في عملها، وتضعها أحياناً بشكل مباشر في قصائدها، وأحيانا أخرى استخدمتها ومقدمات أو الفواصل في تسلسل لها. قالت إنها استخدمت اقتباسات من إغون فريدل ولودفيش فيتغنشتاين وهرمان هيسه وفريدريش نيتشه. في المجموعة "بعد قضاء ليلة بين الخيول (1997) فورستروم يستخدم اقتباسات من فيلم أندري تاركوفسكي ستوكر، يتم وضعها والفواصل في سلسلة من القطع والجلوس وحدها على الصفحة، بدون مباشرة الإشارة إلى مصدرها على الصفحة، وترك هذا الموضوع لملاحظات قسم الاقتباسات في نهاية الكتاب.

## روابط خارجية
- توا فورستروم على موقع ديسكوغز (الإنجليزية)